# Angoulins
Angoulins és un municipi francès situat al departament del Charente Marítim i a la regió de la Nova Aquitània. L'any 2007 tenia 3.695 habitants.

## Demografia

### Població
El 2007 la població de fet d'Angoulins era de 3.695 persones. Hi havia 1.548 famílies de les quals 409 eren unipersonals (167 homes vivint sols i 242 dones vivint soles), 583 parelles sense fills, 429 parelles amb fills i 127 famílies monoparentals amb fills.
La població ha evolucionat segons el següent gràfic:
Habitants censats

### Habitatges
El 2007 hi havia 1.863 habitatges, 1.589 eren l'habitatge principal de la família, 186 eren segones residències i 89 estaven desocupats. 1.672 eren cases i 122 eren apartaments. Dels 1.589 habitatges principals, 1.163 estaven ocupats pels seus propietaris, 403 estaven llogats i ocupats pels llogaters i 23 estaven cedits a títol gratuït; 48 tenien una cambra, 108 en tenien dues, 301 en tenien tres, 452 en tenien quatre i 681 en tenien cinc o més. 1.290 habitatges disposaven pel capbaix d'una plaça de pàrquing. A 767 habitatges hi havia un automòbil i a 666 n'hi havia dos o més.

### Piràmide de població
La piràmide de població per edats i sexe el 2009 era:
| Homes | Edats   | Dones |
| ----- | ------- | ----- |
| 7     | 95 o +  | 6     |
| 9     | 90 a 94 | 24    |
| 21    | 85 a 89 | 47    |
| 24    | 80 a 84 | 54    |
| 75    | 75 a 79 | 94    |
| 68    | 70 a 74 | 108   |
| 103   | 65 a 69 | 99    |
| 82    | 60 a 64 | 104   |
| 100   | 55 a 59 | 81    |
| 145   | 50 a 54 | 127   |
| 120   | 45 a 49 | 143   |
| 188   | 40 a 44 | 138   |
| 108   | 35 a 39 | 123   |
| 79    | 30 a 34 | 68    |
| 71    | 25 a 29 | 102   |
| 88    | 20 a 24 | 67    |
| 126   | 15 a 19 | 102   |
| 112   | 10 a 14 | 127   |
| 97    | 5 a 9   | 90    |
| 86    | 0 a 4   | 60    |

## Economia
El 2007 la població en edat de treballar era de 2.329 persones, 1.567 eren actives i 762 eren inactives. De les 1.567 persones actives 1.402 estaven ocupades (719 homes i 683 dones) i 164 estaven aturades (79 homes i 85 dones). De les 762 persones inactives 348 estaven jubilades, 235 estaven estudiant i 179 estaven classificades com a «altres inactius».

### Ingressos
El 2009 a Angoulins hi havia 1.521 unitats fiscals que integraven 3.609,5 persones, la mediana anual d'ingressos fiscals per persona era de 21.158 €.

### Activitats econòmiques
Dels 244 establiments que hi havia el 2007, 3 eren d'empreses alimentàries, 1 d'una empresa de fabricació de material elèctric, 6 d'empreses de fabricació d'altres productes industrials, 28 d'empreses de construcció, 96 d'empreses de comerç i reparació d'automòbils, 4 d'empreses de transport, 22 d'empreses d'hostatgeria i restauració, 4 d'empreses d'informació i comunicació, 13 d'empreses financeres, 19 d'empreses immobiliàries, 17 d'empreses de serveis, 14 d'entitats de l'administració pública i 17 d'empreses classificades com a «altres activitats de serveis».
Dels 58 establiments de servei als particulars que hi havia el 2009, 1 era una oficina de correu, 4 oficines bancàries, 1 funerària, 7 tallers de reparació d'automòbils i de material agrícola, 1 taller d'inspecció tècnica de vehicles, 1 autoescola, 3 paletes, 2 guixaires pintors, 2 fusteries, 6 lampisteries, 7 electricistes, 2 empreses de construcció, 5 perruqueries, 9 restaurants, 3 agències immobiliàries, 1 tintoreria i 3 salons de bellesa.
Dels 56 establiments comercials que hi havia el 2009, 1 era un hipermercat, 2 supermercats, 3 grans superfícies de material de bricolatge, 1 una botiga de més de 120 m², 1 una botiga de menys de 120 m², 4 fleques, 2 carnisseries, 1 una botiga de congelats, 1 una peixateria, 3 llibreries, 10 botigues de roba, 4 botigues d'equipament de la llar, 2 sabateries, 9 botigues de mobles, 3 botigues de material esportiu, 2 drogueries, 3 perfumeries, 3 joieries i 1 una floristeria.
L'any 2000 a Angoulins hi havia 5 explotacions agrícoles.

## Equipaments sanitaris i escolars
L'únic equipament sanitari que hi havia el 2009 era una farmàcia.
El 2009 hi havia 1 escola maternal i 1 escola elemental.

## Poblacions més properes
El següent diagrama mostra les poblacions més properes.